# Lomelosia intermedia
Lomelosia intermedia är en tvåhjärtbladig växtart som först beskrevs av Mariano Lagasca y Segura, och fick sitt nu gällande namn av Avino och P.Caputo. Lomelosia intermedia ingår i släktet Lomelosia och familjen Dipsacaceae. Inga underarter finns listade i Catalogue of Life.